# كينيث باركر
كينيث باركر (12 أبريل 1945 في نيوزيلندا - ) (بالإنجليزية: Kenneth Parker)‏ هو لاعب كريكت نيوزلندي.

## وصلات خارجية
- كينيث باركر على موقع إي آس بي آن كريك إنفو (الإنجليزية)